# Jugoslávská liga ledního hokeje 1981/1982
Sezóna 1981/1982 byla 40. sezónou Jugoslávské ligy ledního hokeje. Vítězem se stal tým HK Jesenice.

## Konečné pořadí
| Poř. | Tým                       | Zápasy | Výhry | Remízy | Porážky | Skóre   | Body |
| ---- | ------------------------- | ------ | ----- | ------ | ------- | ------- | ---- |
| 1    | HK Jesenice               | 28     | 24    | 2      | 2       | 258:103 | 50   |
| 2    | HK Olimpija Ljubljana     | 28     | 24    | 2      | 2       | 315:62  | 50   |
| 3    | HK Cinkarna Celje         | 28     | 16    | 4      | 8       | 179:127 | 36   |
| 4    | HK Crvena Zvezda Bělehrad | 28     | 11    | 3      | 14      | 144:166 | 25   |
| 5    | KHL Medveščak             | 28     | 10    | 2      | 16      | 103:158 | 22   |
| 6    | HK Partizan               | 28     | 10    | 1      | 17      | 123:177 | 21   |
| 7    | HK Kranjska Gora          | 28     | 8     | 4      | 16      | 120:200 | 20   |
| 8    | HK Spartak Subotica       | 28     | 0     | 0      | 28      | 85:334  | 0    |